# Irští dobrovolníci

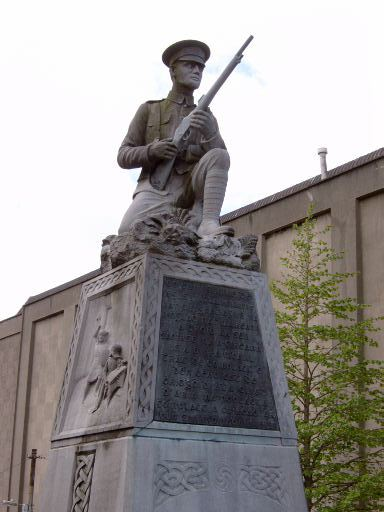
Irský dobrovolník na vrcholu památníku irské války za nezávislost v Dublinu

Irští dobrovolníci (anglicky Irish Volunteers, irsky Óglaigh na hÉireann) byla vojenská organizace založená irskými nacionalisty v roce 1913. Údajně byla vytvořena v reakci na vytvoření ulsterských dobrovolníků v roce 1912 a jejím hlavním cílem bylo "zajištění práv a svobody pro celý irský lid". Dobrovolníci byli členové Gaelské ligy, Sinn Féin a tajně i členové Irského republikánského bratrstva. Dobrovolníci bojovali za nezávislost Irska ve Velikonočním povstání v roce 1916 a spolu s Irskou občanskou armádou, Ženskou ligou a Fianna Éireann vytvořili Irskou republikánskou armádu.